# Rebecka Carlsson
Maria Rebecka Carlsson, född 11 maj 1987 i Romelanda församling i Göteborgs och Bohus län, var mellan åren 2011 och 2013 språkrör för Grön Ungdom. Medgrundare till Sustainergies, tidigare skribent på Supermiljöbloggen samt tidigare ungdomsrepresentant från Sverige till FN:s kommission för hållbar utveckling. Carlsson var även politiskt sakkunnig till klimat- och miljöminister Åsa Romson till och med Romsons avgång i maj 2016.